# Gynoplistia monozostera
Gynoplistia monozostera är en tvåvingeart som beskrevs av Alexander 1960. Gynoplistia monozostera ingår i släktet Gynoplistia och familjen småharkrankar. Inga underarter finns listade i Catalogue of Life.